# 兵工

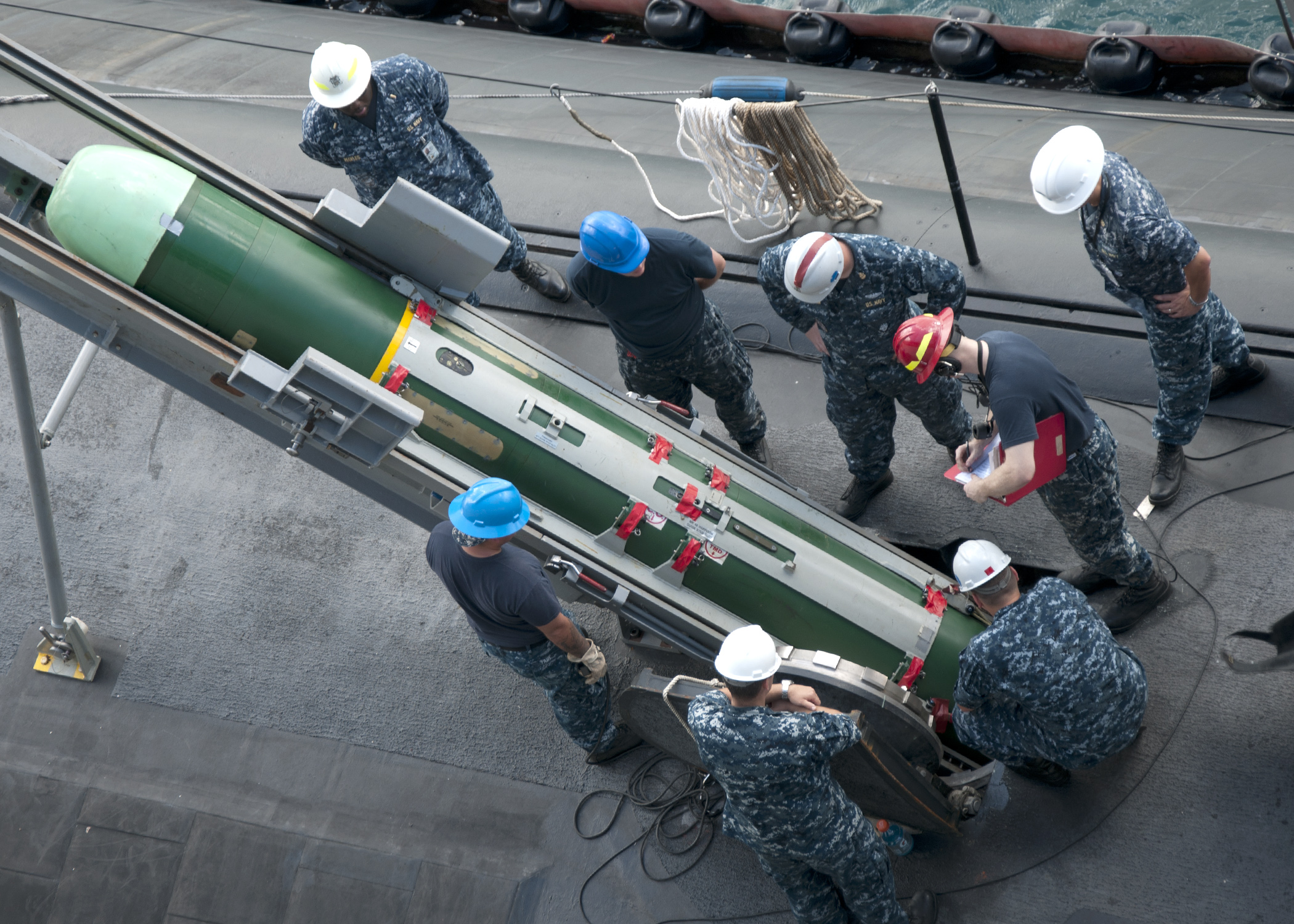
美國海軍的兵工人員正在為洛杉磯級攻擊型核潛艇裝填Mk 48型魚雷。

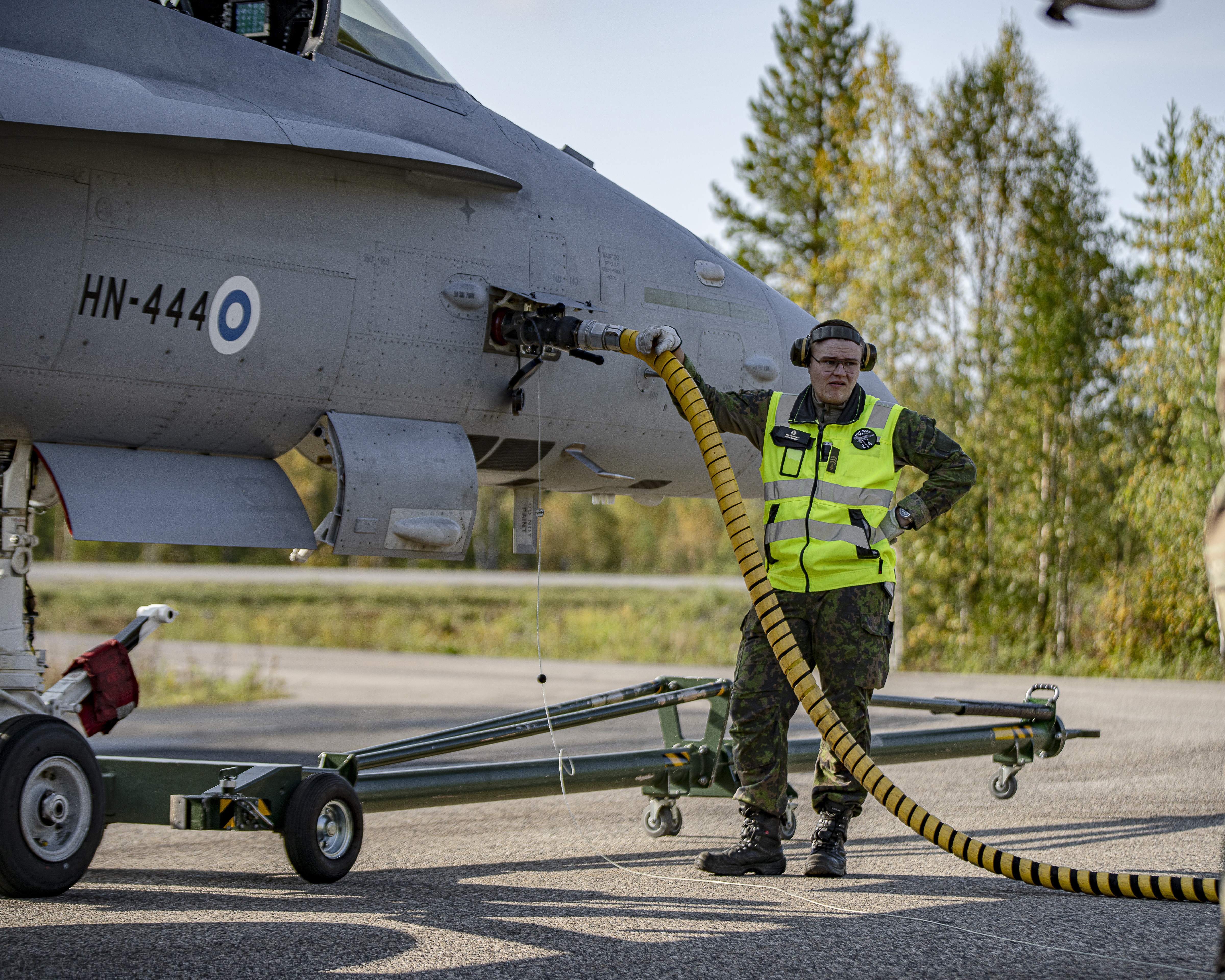
「BAANA 2024」演習期間芬蘭空軍的地勤兵工人員在拉努阿霍西奧高速公路的戰備跑道為F/A-18黃蜂式戰鬥攻擊機進行加油整補。

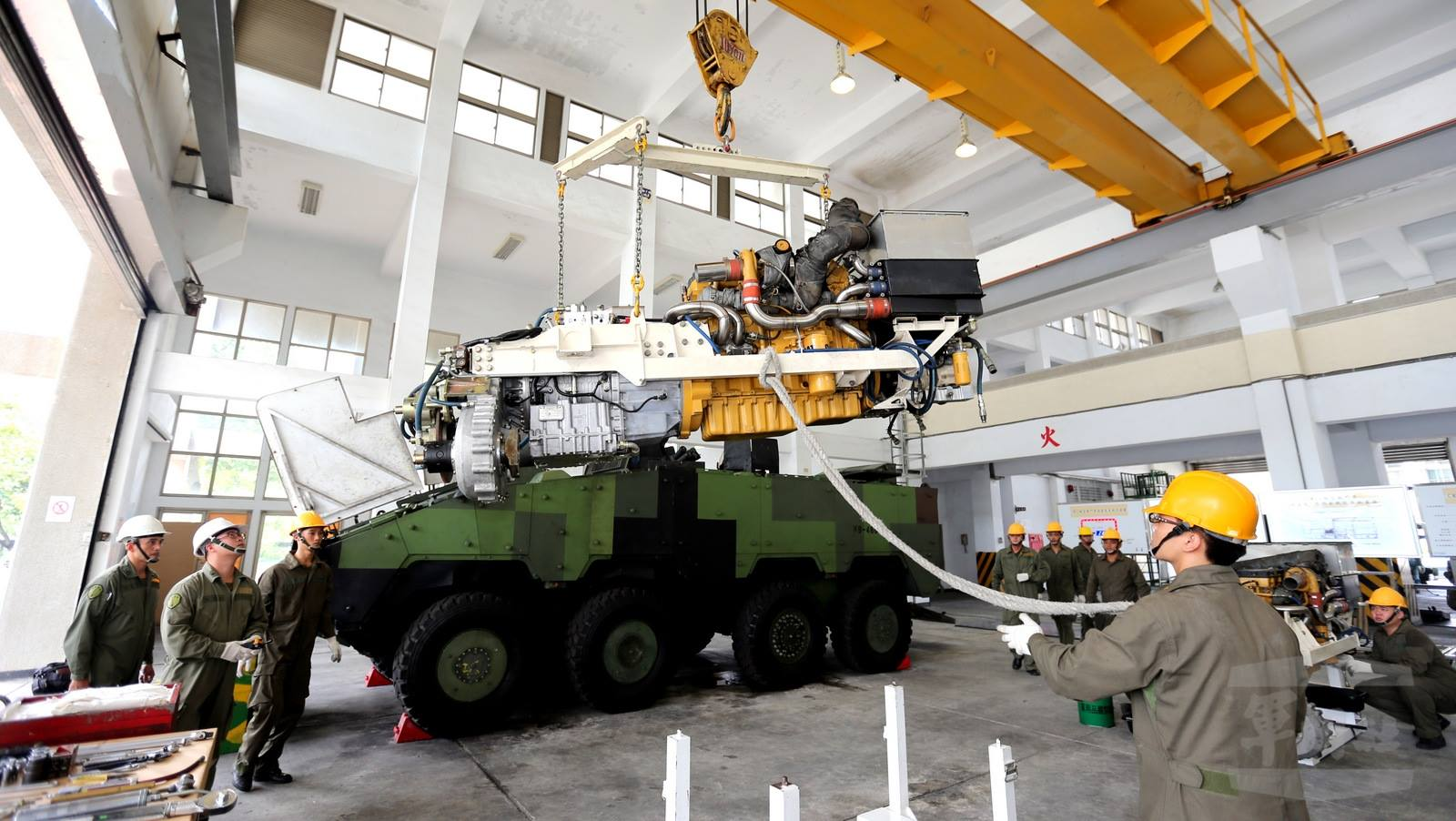
中華民國陸軍的兵工人員正在為雲豹裝甲車裝填動力系統。

兵工指的是軍隊中負責武器、彈藥、裝備的生產、維護、保養、維修、管理等工作的部門，屬於軍隊的後勤支援單位，簡而言之，兵工就是軍隊中的「武器工廠」和「維修廠」。

## 兵工部門主要工作
兵工主要負責以下任務：
- 壹、武器彈藥的生產與研發製造：兵工部門負責設計、生產和改進各種軍用武器和彈藥，以滿足軍隊的作戰需求。
- 貳、裝備的維護、維修、製造與管理：兵工部門也負責維護、修理和製造各種武器、車輛、機械和其他軍用裝備，確保其正常運作。
- 參、彈藥的儲存與管理：兵工部門也負責彈藥的儲存、運輸和管理，確保彈藥的安全和有效使用。
- 肆、軍事工業的發展：兵工部門也參與軍事工業的發展，推動軍事科技的進步。

而在中華民國國軍中，兵工屬於「勤務支援官科」，與軍醫、軍法、經理等同屬後勤支援部門，總而言之，兵工在軍隊中扮演著重要的後勤支援角色，為部隊提供武器彈藥和裝備上的支持，確保部隊的作戰能力，一般民眾時常會將兵工和工兵搞混，但兩個其實是屬於不同的兵科，也均為部隊中不可缺失的兵種。

## 兵工部門主要標誌
中華民國國軍的兵工徽由二十四條膛線與弓箭所組成，代表兵工作業協同一致，晝夜不停歇，弓箭與膛線意謂兵器由舊式弓箭發展至新式槍砲。